# Robert Bosch
Robert Bosch (Langenau, 1861-Stuttgart, 1942) fue un magnate alemán, destacado ingeniero e inventor y fundador de la multinacional Bosch en 1886.
Trabajó con Thomas Edison y Frederick Richard Simms, y desarrolló importantes innovaciones en el campo de la mecánica del automóvil, especialmente en los aspectos de la inyección y la ignición.
Fue incluido en el Automotive Hall of Fame en 1984.

## Biografía

### Primeros años
Bosch nació en Langenau, en las tierras altas de Suabia, cerca de Ulm. Fue uno de los doce hijos de Servatius Bosch y Maria Margarita Dölle. Servatius dirigía una gran granja que incluía una cervecería. El sobrino de Robert Bosch era el futuro Premio Nobel Carl Bosch. Robert Bosch asistió a la Realanstalt de Ulm hasta 1879, lo que incluyó un aprendizaje como "fabricante de instrumentos de precisión". Entre los diversos empleos de Bosch después de graduarse se encontraba el de oficial en la C. & E. Fein. En 1881 cumplió su año de servicio militar en Ulm, y luego trabajó en Schuckert & Co. hasta 1883. Entre 1883 y 1884, Bosch estudió con el profesor Wilhelm Dietrich en la Universidad Técnica de Stuttgart.

### Inicios en la ingeniería

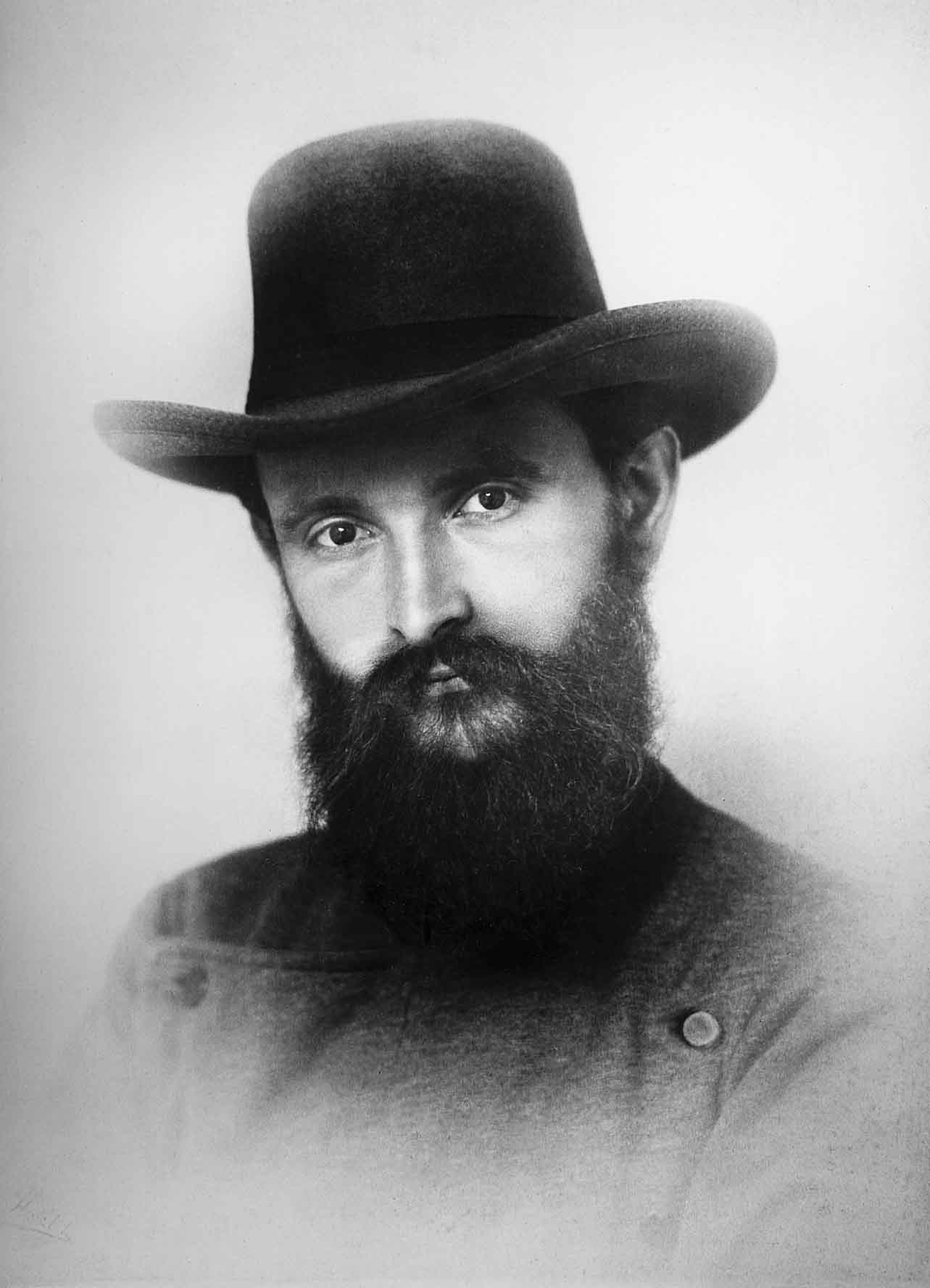
Retrato de Robert Bosch en 1888, a la edad de 27 años.

El 24 de mayo de 1884, Bosch zarpó hacia Estados Unidos, donde se convirtió en ingeniero bajo la dirección de Thomas Edison y Sigmund Bergmann en Nueva York. El 13 de mayo de 1885, Bosch zarpó hacia Londres, donde encontró empleo en Siemens Brothers. El 15 de noviembre de 1886, abrió su propio "Taller de mecánica de precisión e ingeniería eléctrica" en Stuttgart.: 35–42, 49–50, 78 
En 1887, Gottlieb Daimler le preguntó a Bosch si podía construir un dispositivo similar al magneto de bajo voltaje con puntas de encendido que la fábrica de motores de gasolina Deutz estaba usando en su motor de cuatro tiempos. Deutz afirmó que ninguna patente protegía el dispositivo, por lo que Bosch fabricó cuatro dispositivos. El propósito del dispositivo era generar una chispa eléctrica para encender la mezcla de aire y combustible en el cilindro a máxima compresión. Durante los siguientes años, Bosch construyó unos cientos para fábricas que fabricaban motores de gas.: 96–98 

### Innovaciones
En 1893, Frederick Richard Simms se reunió con Bosch con el objetivo de adaptar los magnetos de motor estacionario que Bosch estaba construyendo para que pudieran adaptarse a los vehículos de motor. En particular, un triciclo Jules-Albert de Dion fue el caso de prueba. Arnold Zähringer y Gottlob Honold modificaron el dispositivo de Bosch para que tuviera mayor potencia y una secuencia más rápida de chispas necesarias, desde 250 rpm hasta 1800 rpm. Young Rall también modificó el electrodo, intercambiando el esmalte por el aislante de amianto. El dispositivo completo fue patentado. En enero de 1898, el nuevo magneto se presentó en el triciclo y pronto llegaron pedidos de Gottlieb Daimler. En 1900, además de utilizar el dispositivo en vehículos de motor, el encendido por magneto de Bosch se utilizó en los motores Daimler del Zeppelin.: 102–107, 124–126 
Simms introdujo el dispositivo de encendido Bosch en el mercado inglés como Simms-Bosch. En 1899, entró en el mercado francés como Automatic Magneto Electric Ignition Company, Ltd.: 112 

### Bosch GmbH

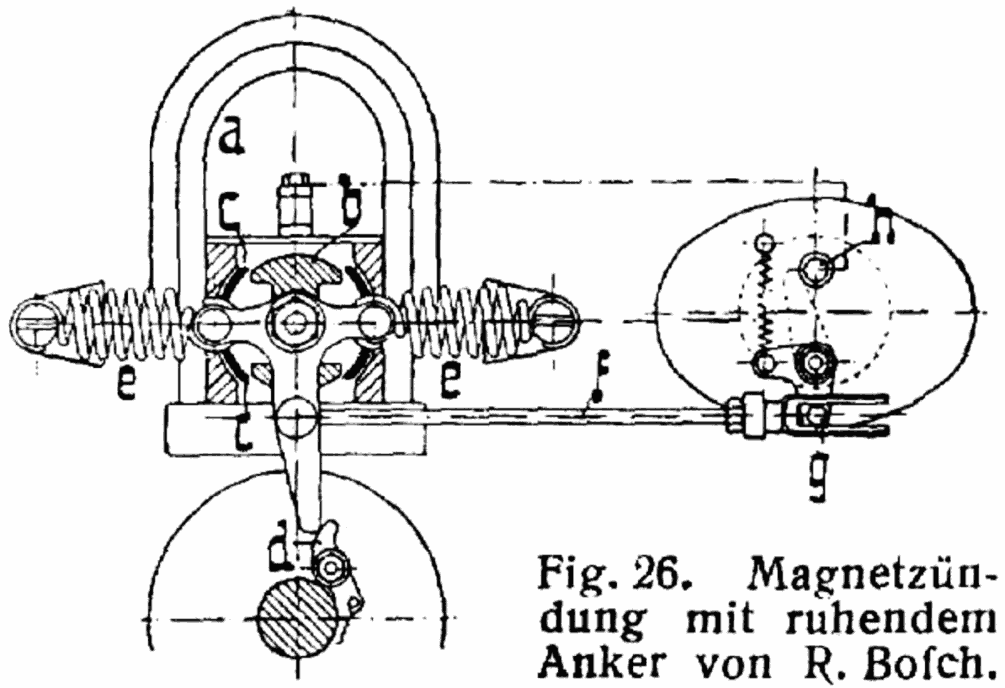
Esquema de la ignición magnética diseñada por Bosch.

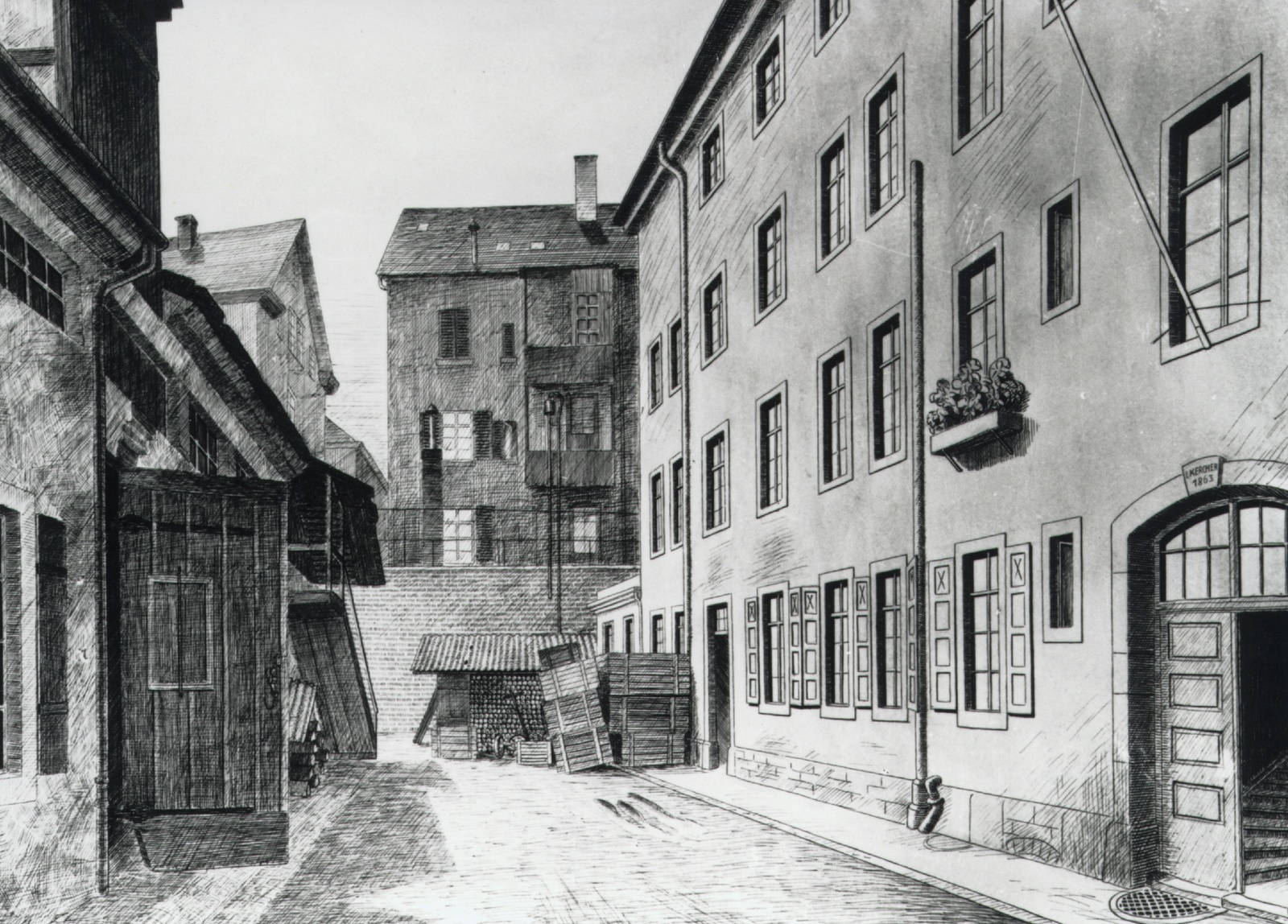
La primera fábrica de Bosch en Stuttgart en 1886.

La primera oficina de ventas y la primera fábrica en Estados Unidos se abrieron en 1906 y 1910 respectivamente. En 1913, la empresa tenía sucursales en América, Asia, África y Australia, y generaba el 88% de sus ventas fuera de Alemania. En rápida sucesión en los años posteriores a la Primera Guerra Mundial, Bosch lanzó innovaciones para el vehículo de motor, incluida la inyección de combustible diésel en 1927. En la década de 1920, la crisis económica mundial hizo que Bosch iniciara un riguroso programa de modernización y diversificación en su empresa. En solo unos pocos años, logró convertir su empresa de un pequeño proveedor de automóviles en un grupo electrónico multinacional.
Desde el principio, Bosch se preocupó mucho por fomentar la formación profesional. Impulsado por su conciencia de la responsabilidad social, fue uno de los primeros industriales en Alemania en introducir la jornada laboral de ocho horas, seguida de otras ventajas sociales para sus colaboradores. Robert Bosch no quería sacar provecho de los contratos de armamento que se adjudicaron a su empresa durante la Primera Guerra Mundial. En cambio, donó varios millones de marcos alemanes a causas benéficas, incluida la creación del Hospital Robert Bosch de Stuttgart en 1940.
En las décadas de 1920 y 1930, Robert Bosch fue políticamente activo. Como hombre de negocios liberal, formó parte de varios comités económicos y dedicó gran parte de su energía y dinero a la causa de la reconciliación entre Alemania y Francia. Esperaba que esta reconciliación trajera consigo una paz duradera en Europa y condujera a la creación de un espacio económico europeo.

### El III Reich

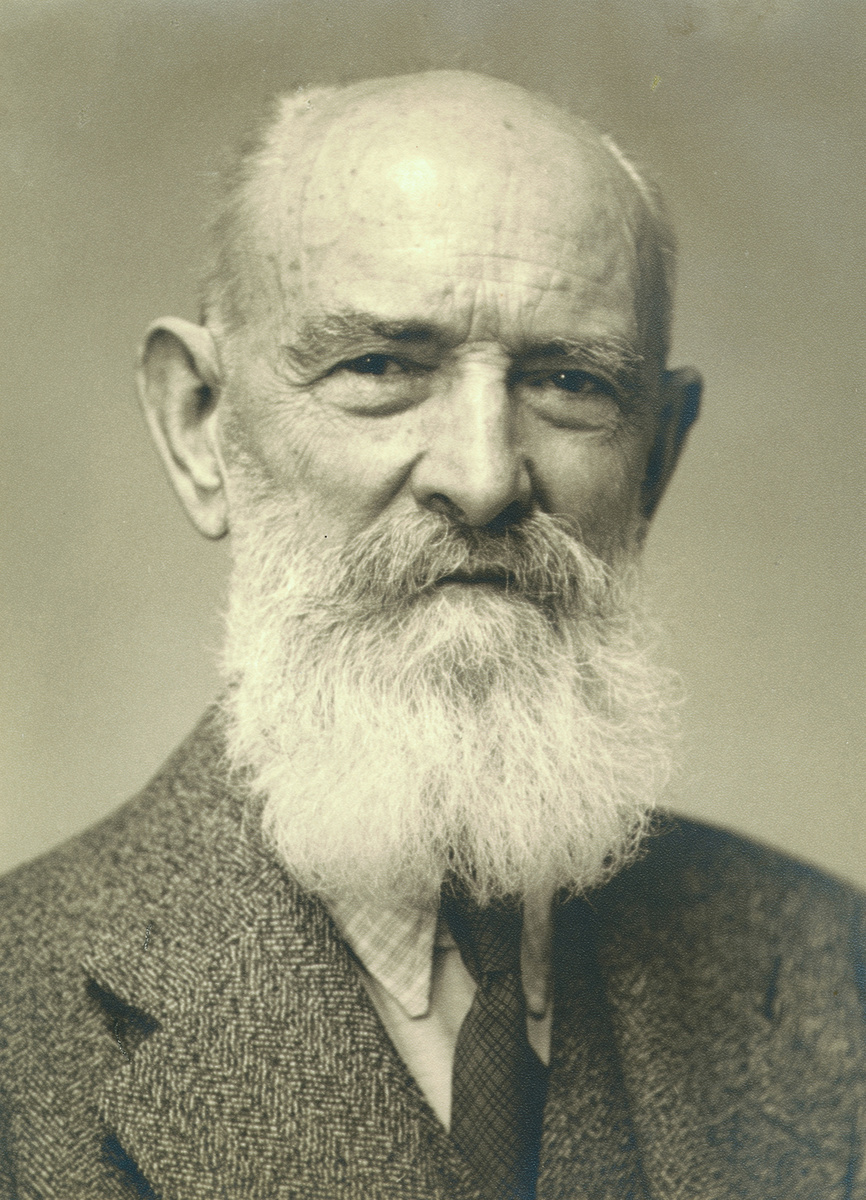
Robert Bosch en 1941.

El régimen nazi en Alemania puso fin abruptamente a los esfuerzos de pacificación de Bosch. La empresa Bosch aceptó contratos de armamento y empleó a unos 20 000 esclavos (incluidos unos 1200 reclusos de campos de concentración que fueron "brutalmente maltratados en la planta de Langenbielau") durante la guerra. Mientras tanto, Bosch apoyó en secreto la resistencia contra Adolf Hitler, y junto con sus colaboradores más cercanos salvó de la deportación a las víctimas de la persecución nazi.
En 1941, en su octogésimo cumpleaños, Bosch recibió de manos de Hitler el título de "Pionero del Trabajo" y cuando murió un año después, el Tercer Reich le concedió un funeral de estado.
Bosch estaba muy interesado en las cuestiones agrícolas y era propietario de una granja al sur de Múnich. También era un apasionado cazador. Cuando murió, le sobrevivieron cuatro hijos de dos matrimonios. Un hijo de su primer matrimonio murió en 1921 tras una prolongada enfermedad.
En 1937, Bosch reestructuró su empresa como sociedad de responsabilidad limitada (sociedad anónima cerrada). Había establecido su último testamento en el que estipulaba que las ganancias de la empresa se destinarían a causas benéficas. Además, su testamento trazó las líneas generales de la constitución corporativa, que fue formulada por sus sucesores en 1964 y sigue vigente hoy en día.